# Ірена блакитна
Ірена блакитна (Irena puella) — вид горобцеподібних птахів родини іренових (Irenidae).

## Поширення

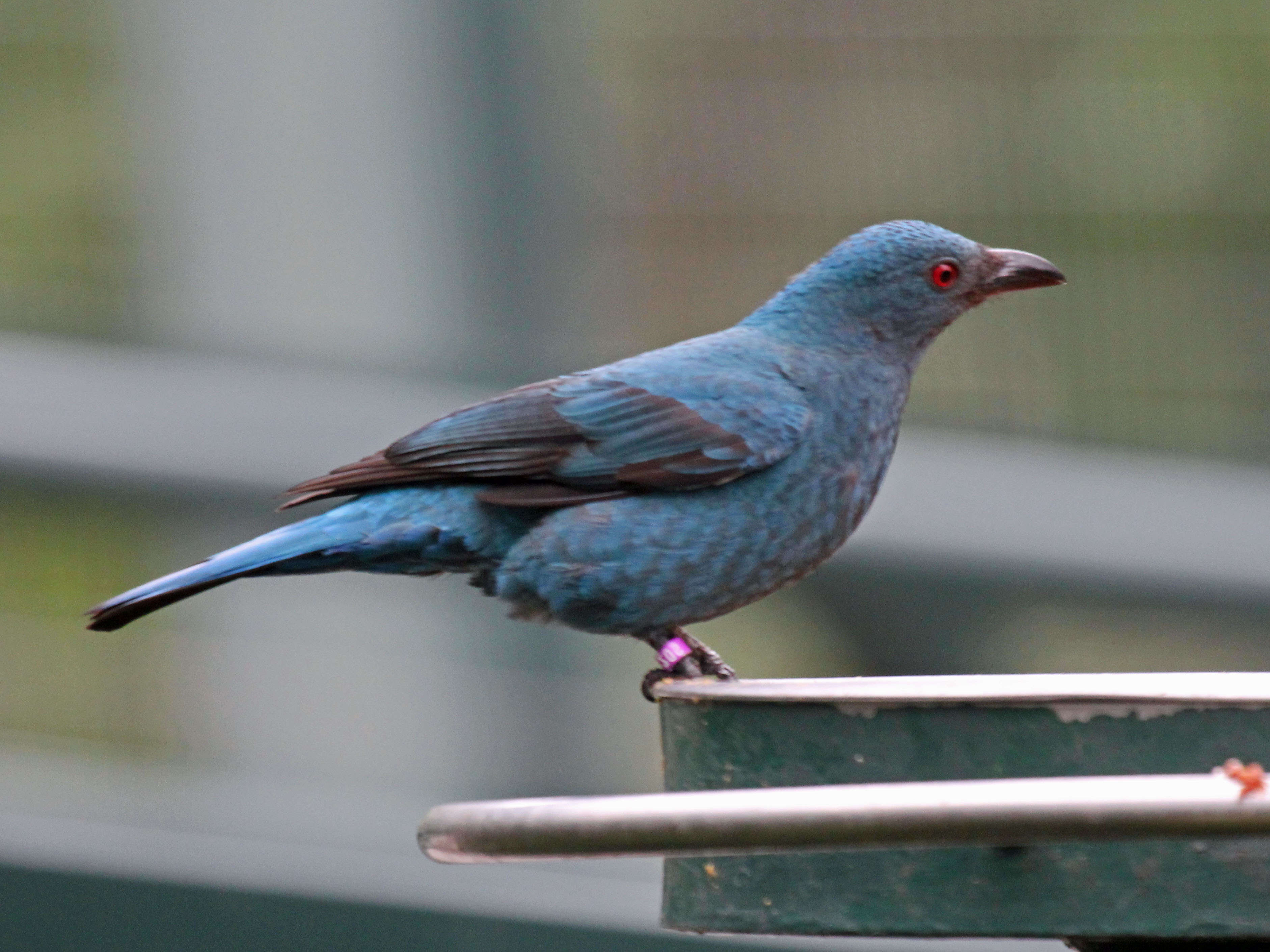
Самиця

Вид поширений в Південній та Південно-Східній Азії. Трапляється в Індії, Бангладеш, Бутані, М'янмі, на Андаманських і Нікобарських островах, по всьому Індокитаю, в Малайзії, на Суматрі, Яві, Калімантані та Палавані. Мешкає у тропічних та субтропічних дощових лісах.

## Опис
Птах завдовжки 24-27 см. Самець має яскраво чорне забарвлення з блискучим синім верхом. Самиця блакитного кольору з сірими крилами і хвостом.